# Ikamet
Ikamet ( tur. kāmet ← arap. إقامة , iqāma) u islamu znači uspostavljanje namaza. Ikamet se uči brže od ezana i bez zastoja.
Muškarcima je ikamet sunneti muekkede kao i ezan pred klanjanje farza, pa čak i ako klanjaju sami, u redovnom vremenu ili naknadno, kod kuće ili na putu. Ženama je to mekruh učiniti.
Ezan i ikamet većim dijelom isto. Zajendički dio je: Allahu ekber (četiri puta), ešhedu en la ilahe illallah (dvaput), ešhedu enne Muhammeden resulullah (2 puta), hajje ales-salah (dvaput), hajje alel-felah (dvaput), kad-kametis-salatu (dvaput), Allahu ekber (dvaput), la ilahe illallah (jedan put). Značenje ezana: Alah je najveći (dvaput), svjedočim da nema drugog Boga osim jedinog Alaha (2 puta), svjedočim da je Muhamed Alahov poslanik (dvaputa), hodi na namaz (2 puta), hodi na spas (2 puta), namaz je uspostavljen (dvaput), Alah je najveći (2 put), nema drugog Boga osim jedinog Alaha (jedan put).